# Mortágua
Mortágua é uma vila portuguesa do distrito de Viseu, situada na província da Beira Alta, região do Centro (Região das Beiras) e sub-região Região de Coimbra, com 2 793 habitantes.
É sede do município de Mortágua com 251,18 km² de área e 9 607 habitantes (2011), subdividido em 7 freguesias. O município é limitado a norte pelo município de Águeda, a nordeste por Tondela, a leste por Santa Comba Dão, a sul por Penacova e a oeste pela Mealhada e por Anadia. Está integrado na Comunidade Intermunicipal da Região de Coimbra.

## História
Considera-se que, as primeiras comunidades de humanos, se instalaram no actual território de Portugal, há cerca de 1 500 000 anos, assim como no actual território do concelho de Mortágua. A comprová-lo, está o facto de se terem encontrado, em alguns concelhos vizinhos ao de Mortágua, vestígios arqueológicos datados do Paleolítico, principalmente nos concelhos de Anadia e da Mealhada. Para além disso, mesmo no próprio concelho de Mortágua, crê-se que existam vestígios de arte rupestre, na zona norte do concelho, perto da aldeia de Mortazel, na freguesia do Sobral.
Por volta do ano 218 a.C., os Romanos invadem a Península Ibérica, travando na região do concelho de Mortágua, numerosas lutas com o povo Lusitano, que aqui habitava anteriormente. Após a conquista da Península Ibérica pelos Romanos, e a posterior "romanização", acredita-se que tenha atravessado o território do actual município, uma estrada romana que fazia a ligação entre o litoral e o interior da região ibérica.
Alguns séculos mais tarde, durante a Reconquista Cristã, após a invasão dos árabes à Península Ibérica, pressupõe-se que Mortágua tenha sido reconquistada algures entre 1058 e 1064 que são respectivamente, os anos da reconquista de Viseu e de Coimbra.
Após a fundação do reino de Portugal (em 1143), inicia-se uma reorganização administrativa, da qual nascem os concelhos. Mortágua recebe o seu primeiro foral em 1192, concedido pela rainha Dulce de Aragão, esposa do rei D. Sancho I. O foral que viria a ser confirmado em 1514, por D. Manuel I, estabelecia todo o modelo administrativo do concelho, como os impostos que os moradores deviam pagar, a forma de aplicação da justiça, etc…
O território do então concelho de Mortágua, não tinha todo o actual município, mas apenas a sede do concelho e algumas localidades adjacentes. O restante território, continuou dividido entre terras pertencentes ao rei (os reguengos), aos clérigos (os coutos) e aos nobres (as honras), uma situação que só seria resolvida nas reformas da administração pública no século XIX.
Em 1810, liderada pelo General Massena, a 3ª Invasão Francesa a Portugal  atravessa o actual território do concelho de Mortágua, marcando-o muito negativamente, devido aos saques, pilhagens e incêndios provocados pelos soldados franceses, que aqui pernoitaram e preparam a batalha do Buçaco, na qual seriam derrotados, pelas tropas anglo-lusas.
Até ao século XIX, quem trabalhava a terra não era o seu dono, mas os moradores, que eram apenas arrendários vitalícios, e que podiam ser expulsos das suas terras e casas se não cumprissem os contratos estipulados com os donatários das terras. No entanto, os donatários sempre foram pessoas de outros locais, e eram muitas vezes desconhecidos pelos próprios trabalhadores, a quem estes sempre foram obrigados, desde a Idade Média, a entregar as suas rendas pela exploração das terras.
Com as reformas da administração, feitas pelos governos liberais, no século XIX, este regime é extinto, assim como as ordens religiosas, cujos bens se tornam património nacional.
Também nesta altura, com a extinção de vários concelhos, o município de Mortágua passa a ter o seu actual território, com a inclusão da freguesia de Almaça, após a sua desagregação do concelho de Óvoa tendo as freguesias restantes deste concelho, sido repartidas pelos municípios de Santa Comba Dão e Penacova.
Na segunda metade do século XIX, o concelho de Mortágua conhece um grande desenvolvimento, com a instalação de numerosas indústrias no concelho, e a abertura de novas vias de comunicação como a estrada entre Mealhada e Viseu (em 1854), e a Linha da Beira Alta entre Figueira da Foz e a fronteira de Vilar Formoso (em 1882).
No século XX, é inaugurada, na década de 1980, a Barragem da Aguieira, que permite o início do desenvolvimento turístico da albufeira e de parte do concelho. Na mesma década, assim como na década de 1990, a economia industrial do concelho de Mortágua, sofre uma grave crise, com o encerramento e deslocalização de algumas das suas fábricas.
No início da década de 1990, é inaugurado o IP3, uma via rápida que ligava Coimbra a Viseu, atravessando o concelho no seu extremo sudoeste. Em meados desta década, é renovada e electrificada a Linha da Beira Alta, passando o concelho a estar servido por uma linha ferroviária moderna e segura.
Já no século XXI, durante o Inverno de 2003, o concelho de Mortágua é alvo da atenção nacional pelos piores motivos. Neste ano, uma barragem do concelho, a Barragem do Lapão, construída poucos anos antes, para permitir a irrigação da várzea de Mortágua, ameaça rebentar durante o seu primeiro enchimento, e se tal viesse a acontecer, algumas das localidades do município, e até a própria vila de Mortágua, poderiam sofrer graves inundações. Conseguiu-se esvaziar a tempo e com segurança, toda a água da barragem, apesar de ter sido necessário demolir algumas das suas estruturas, para que a albufeira esvaziasse mais depressa. Nunca foram apuradas as responsabilidades deste caso, estando a Barragem do Lapão actualmente desactivada e degradada, e o projecto da irrigação da várzea de Mortágua foi suspenso.
Em 2008, o concelho de Mortágua é visitado pelo primeiro-ministro português, José Sócrates, que aqui vem para lançar a adjudicação da concessão rodoviária Auto-estradas do Centro. Esta concessão, incluía, entre outros troços, a construção da A24, uma auto-estrada entre Coimbra e Viseu para substituir o IP3 (uma das mais perigosas vias rodoviárias de Portugal), e a A35, uma auto-estrada entre Mira e Mangualde, mas que para já, seria apenas construída entre a Mealhada e Mangualde, para ligar duas das mais importantes vias rodoviárias de Portugal, a A1 (entre Lisboa e Porto) e a A25 (entre Aveiro e Vilar Formoso), mas que, em qualquer caso, atravessaria o concelho de Mortágua. Apesar do início das obras estar previsto para 2009, até agora, ainda não foi iniciada a sua construção, devido a problemas no concurso público.
Em 2008, a Câmara Municipal de Mortágua, anunciou a construção de uma nova zona industrial no concelho, que se localizará junto à futura ligação de Mortágua à nova auto-estrada.
Portanto, actualmente, Mortágua é um concelho que procura um desenvolvimento próspero e equilibrado.

## Evolução da população do município
★ Os Recenseamentos Gerais da população portuguesa tiveram lugar a partir de 1864, regendo-se pelas orientações do Congresso Internacional de Estatística de Bruxelas de 1853. Encontram-se disponíveis para consulta no site do Instituto Nacional de Estatística (INE).
| Número de habitantes | Número de habitantes | Número de habitantes | Número de habitantes | Número de habitantes | Número de habitantes | Número de habitantes | Número de habitantes | Número de habitantes | Número de habitantes | Número de habitantes | Número de habitantes | Número de habitantes | Número de habitantes | Número de habitantes | Número de habitantes |
| -------------------- | -------------------- | -------------------- | -------------------- | -------------------- | -------------------- | -------------------- | -------------------- | -------------------- | -------------------- | -------------------- | -------------------- | -------------------- | -------------------- | -------------------- | -------------------- |
| 1864                 | 1878                 | 1890                 | 1900                 | 1911                 | 1920                 | 1930                 | 1940                 | 1950                 | 1960                 | 1970                 | 1981                 | 1991                 | 2001                 | 2011                 | 2021                 |
| 8 313                | 9 109                | 9 004                | 8 834                | 9 210                | 9 498                | 10 268               | 11 202               | 12 616               | 13 024               | 11 625               | 11 291               | 10 662               | 10 379               | 9 607                | 8 963                |
|                      | +9,6%                | +5,5%                | +2,7%                | -1,3%                | -0,1%                | +3,7%                | +8,1%                | +2,7%                | +2,8%                | -15,2%               | +7,7%                | -3,0%                | -2,3%                | -1,7%                | -6,5%                |

(Obs.: Número de habitantes "residentes", ou seja, que tinham a residência oficial neste concelho à data em que os censos  se realizaram.)	
| Número de habitantes por grupo etário | Número de habitantes por grupo etário | Número de habitantes por grupo etário | Número de habitantes por grupo etário | Número de habitantes por grupo etário | Número de habitantes por grupo etário | Número de habitantes por grupo etário | Número de habitantes por grupo etário | Número de habitantes por grupo etário | Número de habitantes por grupo etário | Número de habitantes por grupo etário | Número de habitantes por grupo etário | Número de habitantes por grupo etário | Número de habitantes por grupo etário |
| ------------------------------------- | ------------------------------------- | ------------------------------------- | ------------------------------------- | ------------------------------------- | ------------------------------------- | ------------------------------------- | ------------------------------------- | ------------------------------------- | ------------------------------------- | ------------------------------------- | ------------------------------------- | ------------------------------------- | ------------------------------------- |
|                                       | 1900                                  | 1911                                  | 1920                                  | 1930                                  | 1940                                  | 1950                                  | 1960                                  | 1970                                  | 1981                                  | 1991                                  | 2001                                  | 2011                                  | 2021                                  |
| 0-14 Anos                             | 2 564                                 | 3 249                                 | 3 341                                 | 3 074                                 | 3 778                                 | 4 082                                 | 4 231                                 | 3 235                                 | 2 747                                 | 2 097                                 | 1 246                                 | 1 012                                 | 848                                   |
| 15-24 Anos                            | 1 437                                 | 1 401                                 | 1 434                                 | 1 967                                 | 1 848                                 | 2 062                                 | 2 151                                 | 2 045                                 | 1 880                                 | 1 479                                 | 1 522                                 | 902                                   | 704                                   |
| 25-64 Anos                            | 3 712                                 | 3 852                                 | 3 741                                 | 4 193                                 | 4 597                                 | 5 260                                 | 5 573                                 | 5 275                                 | 5 117                                 | 5 317                                 | 5 416                                 | 5 018                                 | 4 274                                 |
| = ou > 65 Anos                        | 612                                   | 682                                   | 667                                   | 729                                   | 854                                   | 975                                   | 1 069                                 | 1 070                                 | 1 547                                 | 1 769                                 | 2 195                                 | 2 675                                 | 3 137                                 |

(Obs: De 1900 a 1950 os dados referem-se à população "de facto", ou seja, que estava presente no concelho à data em que os censos se realizaram. Daí que se registem algumas diferenças relativamente à designada população residente)

## Freguesias

Freguesias do município de Mortágua

| ? | Cercosa                                       | 303   | 8,72  |
|   | Espinho                                       | 1 105 | 41,34 |
|   | Marmeleira                                    | 503   | 18,51 |
| ? | Mortágua, Vale de Remígio, Cortegaça e Almaça | 3 992 | 52,10 |
|   | Pala                                          | 1 016 | 48,86 |
|   | Sobral                                        | 2 311 | 64,15 |
| ? | Trezói                                        | 377   | 17,51 |

## Património
- Pelourinho de Mortágua

## Personalidades ilustres
- Senhor de Mortágua

## Geminações
Mortágua está geminada com:
- Figueira da Foz, Coimbra, Portugal (desde 1995)
- Wormeldange, Grevenmacher, Luxemburgo (desde 5 de Junho de 2004).

## Figuras ilustres
- Tomás da Fonseca (Escritor)
- Branquinho da Fonseca (Escritor e fundador do Serviço de Bibliotecas Itinerantes da Fundação Calouste Gulbenkian)
- Luís Garcia (Ator)

## Lista de Presidentes da Câmara Municipal (desde 1937)
- ?–1937: Manuel dos Santos Condeixa[nota 1][9]
- 1937–1944: António Lopes Fernandes de Abreu[9]
- 1944–1958: José de Abreu[9]
- 1958–1965: Artur de Gouveia Leitão[9]
- 1965–1973: António Monteiro Freire Beirão[9]
- 1973–1974: Políbio Carvalho[9][10]
- 1974–1974: Victor Hugo Miragaia[nota 1][9]
- 1974–1975: Albano Morais Lobo[nota 1][9]
- 1975–1976: José Augusto de Paiva Tomás[nota 1][9]
- 1977–1990: Bráulio Afonso Sousa (PPD-PSD)
- 1990–2013: Afonso Sequeira Abrantes (PS)
- 2013–2021: José Júlio Norte (Independente, eleito pelas listas do PPD-PSD)
- 2021–(atualidade): Ricardo Pardal (PS)

## Política

### Eleições autárquicas[11]
| Data | %       | V       | %     | V     | %      | V      | %              | V            | %              | V   | Participação   |                |
| Data | PPD/PSD | PPD/PSD | PS    | PS    | CDS-PP | CDS-PP | FEPU/APU/CDU   | FEPU/APU/CDU | GCE            | GCE | Participação   |                |
| ---- | ------- | ------- | ----- | ----- | ------ | ------ | -------------- | ------------ | -------------- | --- | -------------- | -------------- |
| Data | 1976    | 52,36   | 4     | 25,82 | 1      | 9,14   | -              | 8,02         | -              |     |                | 47,24 / 100,00 |
| 1979 | 65,25   | 4       | 23,20 | 1     |        |        | 8,55           | -            | 56,15 / 100,00 |     |                |                |
| 1982 | 55,98   | 3       | 35,49 | 2     | 4,26   | -      | 57,98 / 100,00 |              |                |     |                |                |
| 1985 | 56,65   | 3       | 33,43 | 2     | 3,36   | -      | 3,54           | -            | 56,81 / 100,00 |     |                |                |
| 1989 | 39,61   | 2       | 51,71 | 3     | 4,17   | -      | 1,08           | -            | 57,53 / 100,00 |     |                |                |
| 1993 | 35,11   | 2       | 57,61 | 3     | 2,20   | -      | 1,86           | -            | 61,31 / 100,00 |     |                |                |
| 1997 | 33,39   | 2       | 59,05 | 3     |        |        | 2,56           | -            | 58,01 / 100,00 |     |                |                |
| 2001 | 40,61   | 2       | 51,97 | 3     | 1,66   | -      | 1,24           | -            | 61,93 / 100,00 |     |                |                |
| 2005 | 42,17   | 2       | 52,21 | 3     |        |        | 1,53           | -            | 61,70 / 100,00 |     |                |                |
| 2009 | 21,81   | 1       | 59,99 | 5     | 14,09  | 1      | 1,43           | -            | 55,32 / 100,00 |     |                |                |
| 2013 | 44,37   | 4       | 42,43 | 3     | 8,01   | -      | 0,80           | -            | 57,27 / 100,00 |     |                |                |
| 2017 | 47,80   | 3       | 45,50 | 2     | 2,18   | -      | 0,64           | -            | 62,34 / 100,00 |     |                |                |
| 2021 | (a)     | (a)     | 61,90 | 3     |        |        | 1,02           | -            | 32,43          | 2   | 61,46 / 100,00 |                |

(a) O PSD apoiou a lista independente "Renovar Mortágua" nas eleições de 2021.

### Eleições legislativas
| Data | %     | %     | %     | %     | %     | %     | %        | %     | %    | %     | %    | %   | %       | % | %  | %  |  |
| Data | PSD   | PS    | CDS   | PCP   | UDP   | AD    | APU/ CDU | FRS   | PRD  | PSN   | BE   | PAN | PSD CDS | L | CH | IL |  |
| ---- | ----- | ----- | ----- | ----- | ----- | ----- | -------- | ----- | ---- | ----- | ---- | --- | ------- | - | -- | -- |  |
| Data | 1976  | 46,33 | 27,40 | 13,55 | 3,54  | 0,58  |          |       |      |       |      |     |         |   |    |    |  |
| 1979 | AD    | 24,09 | AD    | APU   | 1,44  | 59,77 | 7,35     |       |      |       |      |     |         |   |    |    |  |
| 1980 | AD    | FRS   | AD    | APU   | 0,61  | 63,69 | 6,16     | 22,68 |      |       |      |     |         |   |    |    |  |
| 1983 | 43,48 | 33,96 | 10,23 | APU   | 0,34  |       | 5,58     |       |      |       |      |     |         |   |    |    |  |
| 1985 | 43,43 | 29,31 | 11,35 | APU   | 0,46  | 5,25  | 5,45     |       |      |       |      |     |         |   |    |    |  |
| 1987 | 61,61 | 24,68 | 3,40  | CDU   | 0,23  | 2,90  | 0,89     |       |      |       |      |     |         |   |    |    |  |
| 1991 | 63,58 | 27,23 | 2,56  | CDU   |       | 1,93  | 0,24     | 0,87  |      |       |      |     |         |   |    |    |  |
| 1995 | 45,85 | 41,66 | 5,77  | CDU   | 0,24  | 2,34  |          | 0,15  |      |       |      |     |         |   |    |    |  |
| 1999 | 43,78 | 42,47 | 5,52  | CDU   |       | 2,58  | 0,21     | 1,30  |      |       |      |     |         |   |    |    |  |
| 2002 | 52,67 | 33,36 | 6,40  | CDU   | 1,87  |       | 1,89     |       |      |       |      |     |         |   |    |    |  |
| 2005 | 41,84 | 41,21 | 5,61  | CDU   | 1,92  | 3,67  |          |       |      |       |      |     |         |   |    |    |  |
| 2009 | 34,90 | 39,19 | 10,62 | CDU   | 2,20  | 7,53  |          |       |      |       |      |     |         |   |    |    |  |
| 2011 | 48,12 | 27,74 | 10,02 | CDU   | 2,58  | 3,00  | 0,91     |       |      |       |      |     |         |   |    |    |  |
| 2015 | CDS   | 29,20 | PSD   | CDU   | 2,52  | 6,20  | 0,50     | 52,94 | 0,29 |       |      |     |         |   |    |    |  |
| 2019 | 34,13 | 38,31 | 4,96  | CDU   | 1,67  | 8,57  | 1,53     |       | 0,37 | 0,57  | 0,32 |     |         |   |    |    |  |
| 2022 | 35,26 | 43,12 | 1,51  | CDU   | 1,37  | 4,08  | 0,61     | 0,70  | 6,35 | 2,41  |      |     |         |   |    |    |  |
| 2024 | AD    | 28,61 | AD    | CDU   | 35,32 | 1,22  | 4,73     | 1,16  | 1,50 | 14,33 | 2,97 |     |         |   |    |    |  |